# A tűz kapui
A tűz kapui Steven Pressfield író leghíresebb történelmi regénye. 1998-ban jelent meg. 

## Témája
Az ókori Görögország egyik leghíresebb csatájának, a Thermopülai ütközetnek állít emléket az író. A mű megismertet nemcsak a korabeli ázsiai és görög típusú hadászati módszerekkel, de a spártai mentalitással és életszemlélettel is. 

## Cselekménye
|  | Alább a cselekmény részletei következnek! |

I. e. 480-ban járunk. A perzsa király, Xerxész sátrában egy foglyot hallgatnak ki, aki csodával határos módon túlélte a Thermopülai falaknál zajlott ütközetet. A fogoly neve: Xeónész, és bár nem született spártai, velük harcolt, velük élt. Beszámolója nyomán a király és főemberei megismerkedhetnek az elbeszélő sanyarú sorsával (korán elveszíti apját és anyját), kapcsolatát az istenekkel, találkozását Spárta városával és neveltetését. Közben kiderül, mi rejlik a kemény spárati harcmodor mögött, hogyan élnek az ókori Hellász legfélelmetesebb harcosai, akiknek phalanxát még nem sikerült senkinek áttörnie. 
Fokozatosan, lépésről lépésre vezet minket a fogoly-narrátor a csata felé, ahol rendkívül naturalisztikusan, már-már fényképszerűen tárja elénk az ütközet részleteit, az egyes szereplők, így például Leónidász sorsának végét is. Az elbeszélést követően a görög férfi meghal, de mint kiderül a szavait rögzítő irnok leírásából, halálát követően társai mellé temették el. A regény az ismert epigrammával zárul, melynek halhatatlan sorait a költő Szimonidész szerezte: "Itt nyugszunk. Vándor, vidd hírül a spártaiaknak,/ megcselekedtük, amit megkövetelt a haza."
|  | Itt a vége a cselekmény részletezésének! |

## Hatása
A mű meghozta írója számára a sikert. Ma már sok nyelven olvasható a mű, egyre több kiadást ért meg. Kötelező olvasmány az amerikai tengerészetnél. 2003-ban Steven Pressfield írót Spárta tiszteletbeli polgárává választotta.

## Magyarul
- A tűz kapui; ford. Csatáry Tünde; Aquila, Debrecen, 1999 (Krónikás könyvek); V. Csatáry Tünde; Partvonal, Bp., 2016 ISBN 978 615 5283 85 7